# 丘普羅區
丘普羅區（西班牙語：Distrito de Chupuro），是秘魯的一個區，位於該國中部胡寧大區的萬卡約省，始建於1960年10月14日，面積13.15平方公里，海拔高度3,175米，2005年人口2,494，人口密度每平方公里190人。